# 二见川
二见川（日语：／），俄称格鲁比奇纳亚河（俄語：Река Голубичная），是萨哈林州库里尔斯克区得抚岛的河流，源起二见山，由西北向东南流，长11公里，流域面积61平方公里，注入蓝莓湾。

## 引用
1. ↑  М·Г·瓦西科夫斯基. . 列宁格勒: 气象出版社. 1973 （俄语）.
2. ↑  . 国家水登记处.   [2024-08-15]. （原始内容存档于2024-11-30） （俄语）.